# Плуайяр-э-Ворсен
Плуайя́р-э-Ворсе́н (фр. Ployart-et-Vaurseine) — коммуна во Франции, находится в регионе Пикардия. Департамент коммуны — Эна. Входит в состав кантона Гиньикур. Округ коммуны — Лан.
Код INSEE коммуны — 02609.

## Население
Население коммуны на 2010 год составляло 21 человек.
| 1962 | 1968 | 1975 | 1982 | 1990 | 1999 | 2010 |
| ---- | ---- | ---- | ---- | ---- | ---- | ---- |
| 34   | 39   | 26   | 26   | 18   | 27   | 21   |

## Экономика
В 2010 году среди 13 человек трудоспособного возраста (15—64 лет) 7 были экономически активными, 6 — неактивными (показатель активности — 53,8 %, в 1999 году было 81,8 %). Из 7 активных жителей работали 7 человек (4 мужчины и 3 женщины), безработных не было. Среди 6 неактивных 1 человек был учеником или студентом, 3 — пенсионерами, 2 были неактивными по другим причинам.